# Ingrid Berghmans
Ingrid Berghmans (24 de agosto de 1961) es una deportista belga que compitió en judo. Ganó once medallas en el Campeonato Mundial de Judo entre los años 1980 y 1989, y catorce medallas en el Campeonato Europeo de Judo entre los años 1980 y 1989.

## Palmarés internacional
| Campeonato Mundial | Campeonato Mundial          | Campeonato Mundial | Campeonato Mundial |
| Año                | Lugar                       | Medalla            | Categoría          |
| ------------------ | --------------------------- | ------------------ | ------------------ |
| 1980               | Nueva York (Estados Unidos) | Medalla de oro     | Abierta            |
| 1980               | Nueva York (Estados Unidos) | Medalla de bronce  | +72 kg             |
| 1982               | París (Francia)             | Medalla de oro     | Abierta            |
| 1982               | París (Francia)             | Medalla de plata   | –72 kg             |
| 1984               | Viena (Austria)             | Medalla de oro     | –72 kg             |
| 1984               | Viena (Austria)             | Medalla de oro     | Abierta            |
| 1986               | Maastricht (Países Bajos)   | Medalla de oro     | Abierta            |
| 1986               | Maastricht (Países Bajos)   | Medalla de plata   | –72 kg             |
| 1987               | Essen (RFA)                 | Medalla de plata   | –72 kg             |
| 1987               | Essen (RFA)                 | Medalla de plata   | Abierta            |
| 1989               | Belgrado (Yugoslavia)       | Medalla de oro     | –72 kg             |
| Campeonato Europeo |                             |                    |                    |
| Año                | Lugar                       | Medalla            | Categoría          |
| 1980               | Údine (Italia)              | Medalla de plata   | –72 kg             |
| 1980               | Údine (Italia)              | Medalla de plata   | Abierta            |
| 1981               | Madrid (España)             | Medalla de plata   | Abierta            |
| 1981               | Madrid (España)             | Medalla de bronce  | –72 kg             |
| 1983               | Génova (Italia)             | Medalla de oro     | –72 kg             |
| 1983               | Génova (Italia)             | Medalla de oro     | Abierta            |
| 1985               | Landskrona (Suecia)         | Medalla de oro     | –72 kg             |
| 1986               | Londres (Reino Unido)       | Medalla de bronce  | –72 kg             |
| 1987               | París (Francia)             | Medalla de oro     | Abierta            |
| 1987               | París (Francia)             | Medalla de plata   | –72 kg             |
| 1988               | Pamplona (España)           | Medalla de oro     | –72 kg             |
| 1988               | Pamplona (España)           | Medalla de oro     | Abierta            |
| 1989               | Helsinki (Finlandia)        | Medalla de oro     | –72 kg             |
| 1989               | Helsinki (Finlandia)        | Medalla de bronce  | Abierta            |